# IC 628
IC 628 — галактика типу Sab (компактна витягнута галактика) у сузір'ї Секстант.
Цей об'єкт міститься в оригінальній редакції індексного каталогу.